# Am stram gram (film)
Pour les articles homonymes, voir Am stram gram (homonymie).
Pour plus de détails, voir Fiche technique et Distribution.
Am stram gram (Ole dole doff) est un film suédois réalisé par Jan Troell, sorti en 1968.

## Synopsis
Le film traite des problèmes de discipline entre un professeur et ses élèves dans une école de Malmö.

## Fiche technique
- Titre original : Ole dole doff
- Titre français : Am stram gram
- Réalisation : Jan Troell
- Scénario : Jan Troell, Bengt Forslund et Clas Engström d'après son roman
- Photographie : Jan Troell
- Montage : Jan Troell
- Production : Bengt Forslund
- Pays de production :  Suède
- Mangue : suédois
- Format : Noir et blanc - 35 mm - 1,66:1 - son Mono
- Genre : Drame
- Durée : 110 minutes
- Dates de sortie : 
  - Suède : 1968

## Distribution
- Per Oscarsson : Sören Mårtensson
- Ann-Marie Gyllenspetz : Anne-Marie
- Kerstin Tidelius : Gunvor Mårtensson
- Bengt Ekerot : Eriksson
- Harriet Forssell : Mrs. Berg

## Distinctions
- Ours d'or au festival de Berlin 1968.